# Simone Angel
Simone Angel (eredeti nevén: Simone Englen) (Woerden, Hollandia, 1971. december 25. –) holland énekes, VJ, a Music Television (MTV Europe csatorna) műsorvezetője.

## MTV
Simone Angel Hollandiából Londonba költözött, ahol a Music Television (MTV) VJ-je lett. 1991-től vezette az MTV Party Zone című műsorát – közel 9 éven keresztül –, mely éjfélkor jelentkezett a csatornán, és elsősorban dance-, elektroklipeket mutatott be. A szőke Simone-ért az akkori magyar nézők is rajongtak lendületes stílusa és műsorvezetése miatt. Angel több helyszínről, dance-partikról is tudósított az egész világon. Több felkérést is elvállalt, így a Webby Awards díjkiosztó háziasszonya volt, illetve az Extreme Sports Awards vezetésére is felkérték. A német Popstars című műsorban is tevékenykedett.

## Kislemezek
Angel 4 kislemezt jelentetett meg a 90-es években, melyeken több verzió is szerepelt. Együtt dolgozott az East 17 menedzserével, Tom Watkinsszel is. Albumot nem adott ki.
- Contact (12" Hollandiában)
- Walk On Water (CD5" UK, 2x12" Anglia) (1994)
- Let This Feeling[1] (12" UK, CD5" Anglia, 12" Olaszország) (1993)
- When Love Rules the World (CD5" UK) (1991)
- When Love Rules the World (The Jon Marsh Sessions) (12" Anglia) (1991)

## Család
2005. december 8-án összeházasodott Andy Hunt labdarúgóval. Fiúk, Lucas 2002-ben született.